# Força Aérea de Singapura
A Força Aérea da República de Singapura é o ramo aéreo das Forças Armadas da República de Singapura. Tem como missão assegurar a defesa da república, representar a mesma em missões internacionais e estar em constante evolução.
Detém também um museu na Base Aérea de Changi, que foi inaugurado no dia 1 de Setembro de 1988, e tem apresentado diversas aeronaves e tecnologias que foram usadas pela força aérea.